# 陳煒文
陳煒文，JP（Raymond Chan，1949年—），萬威國際有限公司創辦人、主席及行政總裁。
公職方面包括香港理工大學設計學院顧問委員會委員、香港商務及經濟發展局/創意智優計劃審核委員會成員、香港玩具廠商會名譽會長、香港兆基創意書院校董會，以及香港工業專業評審局永遠名譽會長。也是在2003年被香港理工大學頒授榮譽工商管理博士學位。
在1977年創立萬威科技有限公司前，在美國及香港之跨國半導體電子公司，包括設計、生產各種類型產品。他在回港時，一向注重創意的陳煒文，也就是23歲時開始成為电子工程师，憑著在香港生產第一個无机械的液晶体携带式电子钟，一直流行到現在，因此充滿生意頭腦。
他在成功帶入歐洲、美洲、澳大利亞、日本等洲區發展，他也成功把一手創立企業來到香港上市，之後把旗下業務分別在1997年和2000年分拆到新加坡交易所上市，但由於新加坡對投資者興趣不大，故此已私有化。
至於家庭方面，配偶為陳鮑雪瑩。

## 連結
- 陈炜文：做自己的“富爸爸” 羊城地铁报[永久]